# Luiza Vaz
Luiza Vaz (Rio Grande, 7 de julho de 1990) é uma jornalista brasileira.  
Atualmente é repórter da TV Globo em São Paulo.  

## Carreira
Luiza é Bacharel em Comunicação Social, com habilitação em Jornalismo, pela Universidade Federal do Paraná.
Começou a trabalhar com televisão ainda durante a faculdade, em 2010, como repórter e apresentadora da UFPRTV.
Em maio de 2012, passou a integrar o time de repórteres da ÓTV, emissora de canal fechado do Grupo Paranaense de Comunicação.
Nove meses depois, em 2013, foi transferida para a RPC - afiliada da TV Globo no Paraná. Na emissora participou de coberturas importantes, como Copa do Mundo de 2014, Operação Lava-Jato, protestos de estudantes e eleições.
Desde novembro de 2018, integra o time de repórteres da TV Globo em São Paulo. Em 2020, com a licença-maternidade da jornalista Sabina Simonato, passou a apresentar o Bom Dia São Paulo, com Rodrigo Bocardi.
Recebeu o Prêmio Fenacom de Jornalismo de 2017, pela reportagem sobre "negócios sociais", em conjunto com Diego Ribeiro, Mariana Dourado e Bronson Almeida.